# Рольф-Біргер Вален
Рольф-Біргер Вален (нім. Rolf-Birger Wahlen; 28 липня 1915, Альтона — 10 травня 1998, Гамбург) — німецький офіцер-підводник, капітан-лейтенант крігсмаріне. Кавалер Німецького хреста в золоті.

## Біографія
3 квітня 1936 року вступив на флот. З 27 березня по 26 серпня 1942 і з 3 червня 1943 по 19 червня 1944 — командир підводного човна U-23, на якому здійснив 6 походів (разом 159 днів у морі), з 17 жовтня 1943 по 8 квітня 1945 року — U-2514, з 20 квітня по 5 травня 1945 року — U-2541.
Всього за час бойових дій потопив 3 кораблі загальною водотоннажністю 478 тонн і пошкодив 2 кораблі загальною водотоннажністю 1061 тонну.
| Дата           | Назва корабля                          | Тип               | Тоннаж | Екіпаж | Загинули | Країна |
| -------------- | -------------------------------------- | ----------------- | ------ | ------ | -------- | ------ |
| 24 серпня 1943 | Шквал                                  | Патрульний катер  | 35     | 10     | 3        | СРСР   |
| 15 жовтня 1943 | TSC-486 Советская Россия (пошкоджений) | Тральщик          | 1,005  | ?      | ?        | СРСР   |
| 23 жовтня 1943 | Танаис                                 | Торговий теплохід | 372    | 21     | 11       | СРСР   |
| 5 квітня 1944  | СКА-099 (пошкоджений)                  | Патрульний катер  | 56     | ?      | ?        | СРСР   |
| 29 травня 1944 | Смелый                                 | Тепловий буксир   | 71     | ?      | 11       | СРСР   |

## Звання
- Кандидат в офіцери (3 квітня 1936)
- Морський кадет (10 вересня 1936)
- Фенріх-цур-зее (1 травня 1937)
- Оберфенріх-цур-зее (1 липня 1938)
- Лейтенант-цур-зее (1 липня 1939)
- Оберлейтенант-цур-зее (1 жовтня 1940)
- Капітан-лейтенант (1 жовтня 1943)

## Нагороди
- Нагрудний знак підводника
- Залізний хрест 2-го і 1-го класу
- Німецький хрест в золоті (14 липня 1944)